# جی دی سومنر
جان دنیل سومنر (انگلیسی: J. D. Sumner؛ ۱۹ نوامبر ۱۹۲۴ – ۱۶ نوامبر ۱۹۹۸) یک موسیقی‌دان اهل ایالات متحده آمریکا بود. وی بین سال‌های ۱۹۴۵ تا ۱۹۹۸ میلادی فعالیت می‌کرد.